# Peter Reichensperger
Peter Franz Reichensperger (né le 28 mai 1810 à Coblence et mort le 31 décembre 1892 à Berlin) est un homme politique prussien (Zentrum). En 1848, en tant que membre de l'Assemblée nationale prussienne, il joue un rôle clé dans le débat constitutionnel prussien. Avec son frère August Reichensperger, il fonde la faction catholique (de) à la Chambre des représentants de Prusse en 1852 et est cofondateur du Zentrum en 1869/70. Il est resté député du Reichstag et de la Chambre des représentants jusqu'à sa mort.

## Biographie

### Famille et travail
Son père, François-Joseph, est à l'origine un juge électoral et devient conseiller de préfecture à Coblence pendant la période française. La mère Margarethe Johanna Theresia est née Knoodt. Elle est également issue d'une famille de fonctionnaires électoraux bourgeois. Peter est le frère cadet d'August Reichensperger. Tous deux ont deux sœurs.
Son père décède en 1812. La famille déménage à Boppard et vit dans la maison du grand-père. Peter y passe une jeunesse pas très facile, mais globalement insouciante. En 1829, il est diplômé du lycée royal (de) de Kreuznach.
Entre 1829 et 1832, il étudie le droit, la caméralistique, la physique et la chimie à Bonn et Heidelberg. Son père et son frère y ont également étudié. À Heidelberg, Reichensperger entre en contact avec les théories du libéralisme économique classique. Il devient membre de la fraternité Germania Bonn en 1828.
Après ses études, il effectue son service militaire à Trèves. Il n'en garde pas de bons souvenirs plus tard. Après cela, il poursuit ses études. Reichensperger travaille comme auscultateur et avocat stagiaire au tribunal de district de Trèves (de).
En 1837, il épouse Anna Maria Weckbecker. Elle est la fille du riche propriétaire terrien Franz Georg Severus Weckbecker, surnommé le "roi de la Moselle" ou "châteaux et bouchers du Maifeld". Le mariage produit deux fils et deux filles. Louise épouse le Landforstmeister Bernhard Danckelmann (de) et Hélène épouse le professeur d'histoire juridique Hugo Loersch. Lui et son frère August nouent une amitié pour la vie avec son beau-frère Peter Weckbecker (de).
De 1839 à 1841, il est assesseur à Elberfeld, puis jusqu'en 1850 juge du tribunal de district de Coblence (de) et jusqu'en 1859 conseiller à l'Appellhof de Cologne. En 1859, Reichensperger rejoint la Cour suprême prussienne en tant qu'Obertribunalrat, poste qu'il occupe jusqu'en 1879. Reichensperger publie une série d'écrits juridiques et politiques, notamment sur la question agricole.

### Politique

#### Positions politiques dans le Vormärz
Il est façonné politiquement par divers facteurs. Il y a sa proximité professionnelle avec l'État. Il est plus tard l'un des hommes politiques rhénans les plus gouvernementaux. Elle est également façonnée par la tradition du droit rhénan (Code Napoléon). Un autre aspect est le libéralisme économique. Il devient un partisan de la libéralisation de la société et de la constitution politique. Il est convaincu de la supériorité de l'économie rhénane et de ses institutions par rapport à la Prusse perçue comme arriérée.
En tant que rhénan, Reichensperger est catholique, mais il est issu d'une tradition éclairée et tolérante. Il n'est pas religieux et ne prend pas vraiment ses devoirs religieux au sérieux. Cependant, les événements de Cologne dans les années 1830 ont un impact politique sur lui.
En 1842, il publie la publication Öffentlichkeit, Mündlichkeit, Schwurgerichte, dans laquelle il explique la supériorité du droit rhénan. Si le reste de la Prusse devait adopter ces institutions, la légitimité de l'État s'en trouverait renforcée. Son écriture la plus importante dans le Vormärz est Die Agrarfrage aus dem Gesichtspunkte der Nationalökonomie, der Politik und des Rechts de 1847. Reichensperger y plaide pour la libre divisibilité du sol face au débat paupérisme et industrialisation. Cela contraste avec la position dans l'est de la Prusse elbienne. Il ne voit pas le danger de la fragmentation de la propriété dans la divisibilité, mais plutôt une incitation à la poursuite du profit. Il ne doute pas de la percée de l'industrialisation, mais espère que le développement sera apprivoisé. La main-d'œuvre industrielle ne peut plus être supprimée, mais il espère pouvoir limiter sa croissance future. Les réflexions sur la liberté du sol sont liées à une critique de la noblesse. Il rejette un renouvellement artificiel des domaines, comme la Prusse tente de le faire avec les parlements provinciaux. Les institutions politiques ne doivent pas dériver de la tradition, mais de l'opportunisme. Cependant, il a aussi des doutes sur le système constitutionnel libéral. Un parlement fort affaiblirait la position du roi. Il prône un modèle fédéraliste-corporatif. Dans ce document, les communautés et les provinces doivent avoir autant de pouvoir que possible et le roi autant de pouvoir que nécessaire. Les guildes, les domaines et les corporations doivent servir à la participation politique. Du point de vue d'aujourd'hui, ces positions le distinguent du libéral classique. Mais dans le débat politique de l'époque, il y a de nombreux concepts tout aussi divergents. Après tout, ses thèses l'ont fait connaître du public politiquement intéressé.

#### Pré-parlement
Ses écrits l'amènent à être invité au parlement préliminaire de Francfort en mars 1848. Reichensperger observe le déclenchement de la révolution avec scepticisme. Le progrès qu'il représente peut être anéanti par l'anarchie des masses. C'est alors la tâche de la bourgeoisie d'orienter les troubles dans une direction ordonnée. Pour Reichensperger en tant que juriste, la révolution est avant tout un problème de légitimité constitutionnelle. À cet égard, il accepte avec une certaine hésitation l'invitation au parlement préliminaire, qui a pour lui une saveur révolutionnaire. Il se fait bientôt un nom au parlement préliminaire. Il se retourne contre les radicaux autour de Gustav Struve et Friedrich Hecker. Alors qu'ils essaient de faire du parlement préliminaire une institution permanente, Reichensperger n'est pas d'accord. Selon lui, sans légitimité électorale, elle ne peut être que temporaire. La peur d'événements tels que ceux qui ont conduit au règne de la terreur en France après 1793 joue également un rôle. La question des relations entre la Couronne et le Parlement était une différence décisive entre les libéraux rhénans et les libéraux du sud-ouest de l'Allemagne. Alors que les libéraux comme Reichensperger voient l'objectif principal avec le roi, la gauche voit le centre politique au parlement. Ce fossé fondamental peut difficilement être comblé.

#### Assemblée nationale prussienne
Il se présente au Parlement de Francfort dans la circonscription de Mayen-Ahrweiler. Il ne réussit pas à convaincre l'assemblée électorale par son attachement à une monarchie forte, son objectif d'une politique de réforme simplement modérée et par sa critique des événements révolutionnaires de Berlin. À son insu, cependant, il est élu à l'Assemblée nationale prussienne à Kempen. Son frère August est aussi député du parlement de Francfort.
Peter Reichensperger est l'un des leaders de la droite constitutionnelle au Parlement de Berlin. Il est membre du Comité constitutionnel central et a une influence significative sur la révision du projet de constitution du gouvernement. Il écrit divers articles dans ce qu'on appela plus tard la Charte Waldeck, et il les défend en séance plénière. Il devient clair qu'il a abandonné diverses idées socio-romantiques de la période Vormärz et est maintenant un constitutionnaliste clair. Ce ne sont plus les corporations et les domaines, mais le parlement qui est l'acteur décisif aux côtés du roi. Il soutient que la position du roi doit être aussi forte que possible. Cela s'applique, entre autres, au droit du roi de nommer un gouvernement. Cependant, il veut également que le roi soit lié par la constitution et pousse à un serment constitutionnel. Reichensperger veut également étendre les droits des députés et des citoyens sur la base de la constitution belge. Cela s'applique, par exemple, à la responsabilité du gouvernement ou à l'immunité des députés. Ses changements prévoient également des régimes pour les députés. Partisan d'un régime d'élite, il prône le suffrage à trois niveaux.
Après le début de la contre-révolution en Prusse et le transfert de l'Assemblée nationale dans le Brandebourg, Reichensperger est chargé par le nouveau gouvernement de se rendre à Francfort en tant que représentant de la Prusse afin d'y promouvoir la démarche. Il parvient à convaincre l'Assemblée nationale allemande de condamner la campagne de refus d'impôt en Prusse et de se tenir en retrait pour le reste. Reichensperger considère que la dissolution de l'Assemblée nationale prussienne est légitime. Il défend son point de vue dans un pamphlet contre le gauchiste Karl Rodbertus. Il défend également défendu la constitution imposée comme une nécessité. Il souligne que cela contiendra de nombreux aspects libéraux.
En juillet 1849, il est élu à la seconde chambre du parlement de l'État prussien, dont il est député jusqu'en 1856, puis de nouveau de 1858 jusqu'à sa mort en 1892. Du fait de l'abstention des démocrates, Reichensperger appartient au centre. Il essaye de défendre les acquis libéraux de la constitution contre la droite. En 1850, il est membre du Parlement de l'Union d'Erfurt. Là, il s'engage dans la solution grande-allemande.

#### Catholicisme politique
Il devient par la suite cofondateur du catholicisme politique. Le contexte est que pendant l'ère de la réaction, le gouvernement prussien tente également de restreindre les libertés de l'église. En 1852, par exemple, une interdiction des missions populaires dans les régions mixtes est promulguée. Dès lors, il est interdit aux sujets prussiens d'étudier au Collegium Germanicum de Rome. Ces interventions sont le déclencheur de la fondation de la faction catholique (de) au parlement de l'État prussien par les frères Reichensperger. Le nouveau groupement est ensuite rejoint par 63 députés. L'objectif principal est la préservation de l'état de droit, en particulier dans les affaires ecclésiastiques. Dans le même temps, le groupe reste fidèle au roi. Dans le cas de Reichensperger, l'idée d'État de droit exige non seulement l'égalité des droits pour les catholiques, mais il milite également pour que les juifs soient autorisés à occuper des fonctions publiques, mais d'un autre côté, il reste marqué par des réserves en ce qu'il accuse juifs pour l'antisémitisme et appelle "à ne pas trop tendre l'arc", sinon "le jour pourrait venir où le peuple chrétien allemand oubliera tout et avec une violence élémentaire dans une juste indignation" lavera les droits des juifs "par dessus bord". En 1858, il est réélu à la Chambre des représentants de Prusse. Parce que le groupe parlementaire ne prend pas de position claire lors du conflit constitutionnel prussien au début des années 1860, mais tente plutôt de servir de médiateur, ses membres perdent beaucoup de soutien.
Lors de la fondation du Zentrum en 1869/70, la bourgeoisie catholique rhénane n'y participe guère. Les frères Reichensperger sont des exceptions. Au passage, tous deux revendiquent l'honneur d'avoir inventé le nom du parti. Avant la création du parti, Peter Reichensperger formule des points importants du programme du parti lors d'une campagne électorale. De ce fait, ils sont restés éloignés des ultramontains. Peter Reichensperger, par exemple, rejette le dogme de l'infaillibilité. Bien qu'il a appartenu au cercle dirigeant intérieur du parti, il est éclipsé par Ludwig Windthorst. Il se compte parmi les « éléments hétérogènes » du parti. Reichensperger est député du Reichstag nord-allemand depuis 1867. Ici, il appartient à la faction de l'association constitutionnelle fédéraliste. Après la fondation de l'Empire allemand, il est député du Reichstag jusqu'à sa mort. Il représente la 2e circonscription d'Arnsberg (Olpe-Meschede-Arnsberg) dans le Sauerland catholique pendant des décennies.
Pendant le Kulturkampf, il tente de défendre les fondements libéraux de la constitution impériale contre les efforts anti-catholiques, en particulier ceux des libéraux. Il publie Kulturkampf oder Friede in Staat und Kirche. En cela, il fait campagne pour la compréhension, la tolérance et le respect des libertés ecclésiastiques par l'État. D'autre part, il reste fidèle à l'État autant que possible. Il n'est pas toujours d'accord avec sa faction. En 1884, il vote contre la majorité de la faction pour prolonger la loi socialiste. En 1887, il se prononce avec véhémence en faveur de l'approbation du septénaire et ne peut que difficilement se laisser convaincre de s'abstenir. Plus tard, il accepte les projets d'assurance sociale de Bismarck.
En 1865, Reichensperger reçoitt la croix de commandeur de l'Ordre de Saint-Grégoire-le-Grand.

### Décès
Peter Reichensperger décède en 1892 à l'âge de 82 ans à Berlin. Il est enterré au cimetière Sainte-Edwige sur la Liesenstraße (de). Le tombeau n'a pas été conservé.

## Travaux
- Die Wahlen zum Hause der Abgeordneten in Preußen. Von einem Katholiken. Paderborn 1858 (Digitalisat der ULB Münster).
- (mit August Reichensperger) Parlamentarische Reden der Gebrüder August Reichensperger und Peter Franz Reichensperger. Als Material zu einer Charakteristik der grossdeutschen und katholischen Fraktion 1848–1857. G. J. Manz, Regensburg 1858.
- Kulturkampf oder Friede in Staat und Kirche. Verlag Julius Springer, Berlin 1876 (Digitalisat).
- Erlebnisse eines alten Parlamentariers im Revolutionsjahre 1848. Verlag Julius Springer, Berlin 1882